# Меланома
Меланомът, също черен кожен рак (на латински: melanoma malignum), е тумор, водещ началото си от злокачествено (maligne) израждане на пигментните клетки меланоцити.

## Морфология
В типичния случай се появява на кожата, като в големия процент от случаите тръгва от пигментни бенки. Може обаче да се развие и на всяко друго място в организма, където има меланоцити – роговица, ретина, субстанция нигра и т.н. Различните места на тръгване на меланома често водят до характерни разлики в цитологията и хистологията на тумора.
В голям процент от случаите меланомът започва след често дразнене (чесане, протриване и т.н.) или разраняване на бенките. Затова дразненето на бенки, особено пигментни бенки, трябва да се избягва. Ако това не е възможно, е добре бенките да бъдат премахнати оперативно. Премахването се прави по правилата за премахване на тумор: изрязват се далеч в здраво, при строго спазване не само на антисептика и асептика, но и на абластика.
Типичният меланом е черен поради синтезирания от клетките меланин. Съществуват обаче и безцветни (левко-меланоми), при които в процеса на злокачественото си израждане туморните клетки загубват способността да синтезират пигмент. Тези меланоми обикновено са по-злокачествени от черните.
Връзката между меланомните клетки е твърде слаба. Те лесно се отделят от тумора и биват отнасяни чрез лимфата и/или кръвта. По тази причина меланомът метастазира много рано и изобилно, навсякъде в организма: регионални лимфни възли, вътрешни органи, мускули, кости, мозък; ако пациентът има други тумори – дори в тях. Също така, меланомните клетки обикновено са високодиференцирани, което ги прави слабо чувствителни на химиотерапия и лъчелечение, и намалява имунната реакция срещу тях, а това спомага за бързия растеж на тумора. Метастазите като правило растат по-бързо от оригиналния тумор: често при аутопсия на починали от меланома се намират огромни метастази из цялото тяло, но оригиналният тумор е толкова дребен, че патологоанатомите не успяват да го открият. Всички тези особености правят меланома един от най-опасните и трудно лечими тумори.

## Лечение
Лечението на меланома е трудно. При липса на сигурни данни за метастази във вътрешните органи се започва с оперативно лечение – премахване на тумора и на регионалните лимфни възли. Продължава се по схеми, с химиотерапия, дакарбазин и имунотерапия с БЦЖ ваксина през определен период от време. При метастази по кръвен път – т.е. вече с метастази във вътрешните органи, химиотерапията е комбинирана. Химиотерапевтиците обаче трудно спират развитието на тумора поради неговата голяма агресивност и злокачественост. Болните загиват обикновено от повсеместните метастази и всички усложнения, произхождащи от тях.